# Unzen (vulkaan)
De Unzen (Japans: 雲仙岳, Unzendake) is een vulkaan in het zuidwesten van Japan, bij de stad Shimabara op het eiland Kyushu.
In 1792 vond er een uitbarsting plaats die meer dan 15.000 mensenlevens eiste. Deze uitbarsting is daarmee de vijfde meest dodelijke waar gegevens over bekend zijn. Tussen 1990 en 1995 werd de berg opnieuw actief. Bij een uitbarsting op 3 juni 1991 verloren 43 mensen het leven in een pyroclastische stroom, waaronder drie vulkanologen: het bekende vulkanologenechtpaar Maurice en Katia Krafft en Harry Glicken. Verder was er voor 2 miljard euro schade en raakten 10.000 mensen dakloos. In vier jaar tijd spuwde de berg zo'n 200 miljoen m³ magma uit dat voornamelijk uit silica bestaat.
De Unzen is een van de zestien Decade Volcanoes die zijn aangewezen door de IAVCEI in verband met hun geschiedenis van grote uitbarstingen en de nabijgelegen bewoonde gebieden.